# 久留米シティプラザ

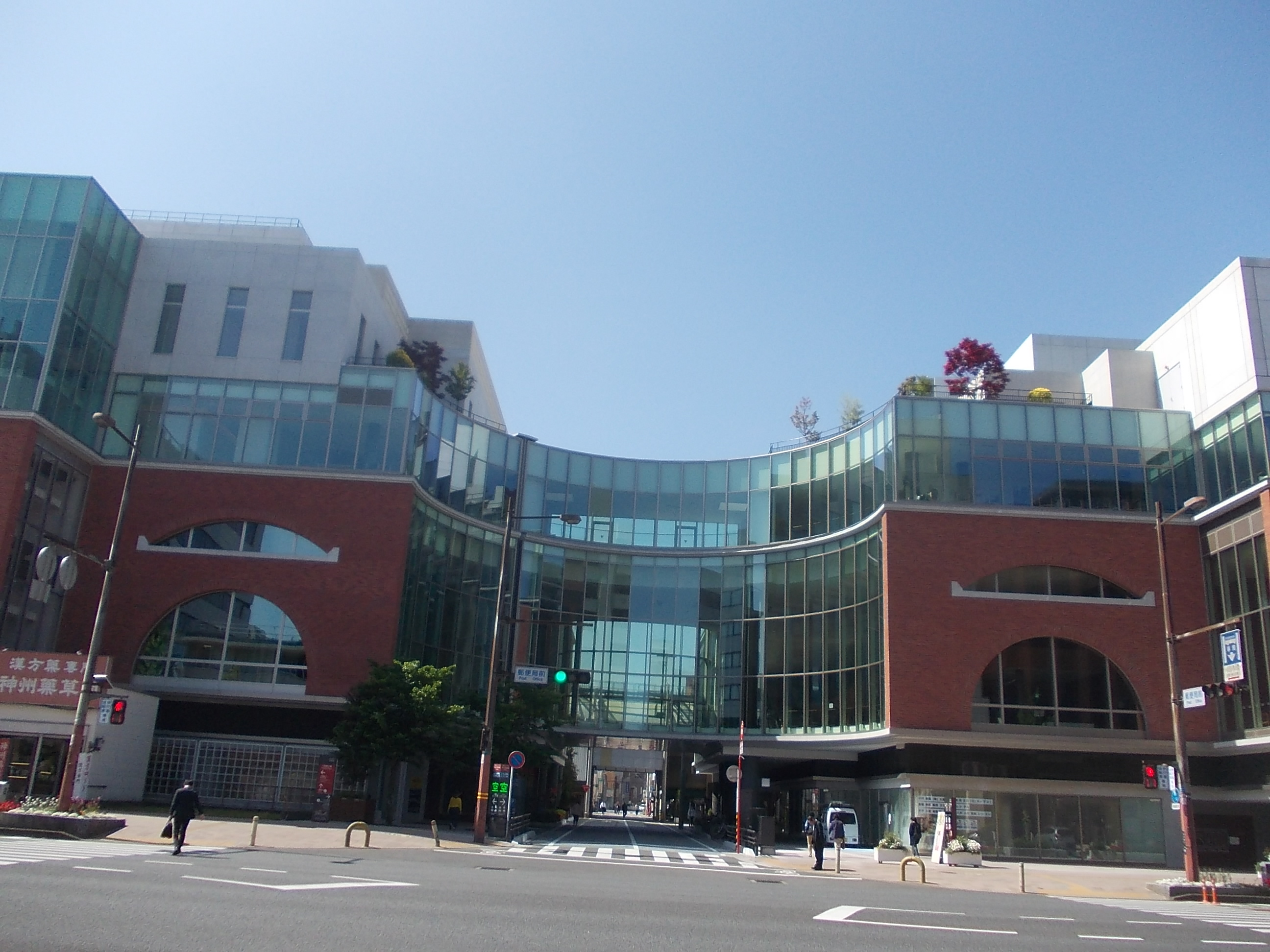
道路を跨ぐ建物中央部

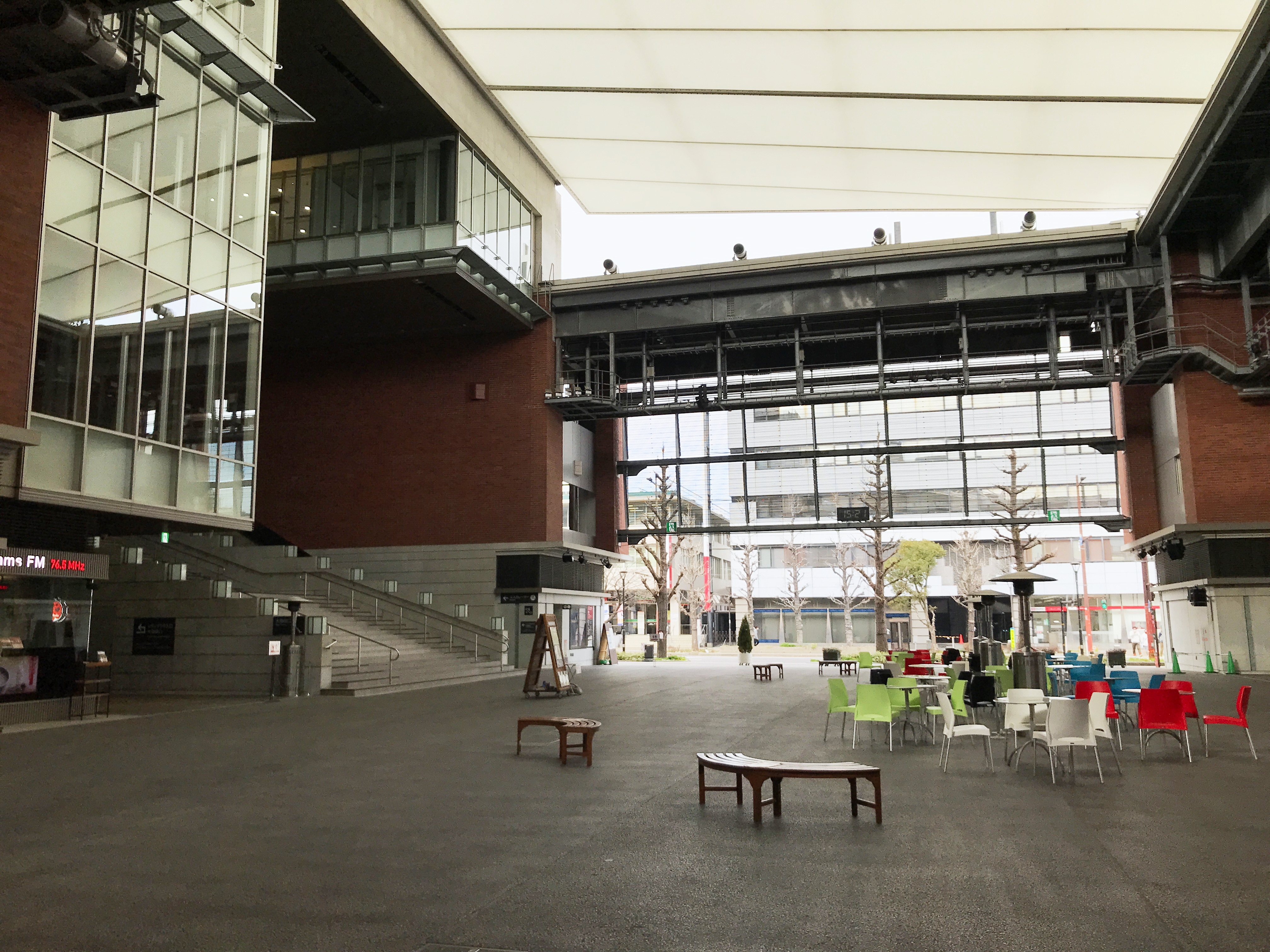
六角堂広場

久留米シティプラザ（くるめシティプラザ）は、福岡県久留米市六ツ門町にある総合文化施設。

## 歴史
1969年（昭和44年）に完成した久留米市民会館は建物が老朽化し、久留米市は新たなる文化施設を計画した。2016年（平成28年）4月、久留米井筒屋・六角堂広場跡地に久留米シティプラザが落成し、式典には藤井フミヤも出席した。設計は建築家の香山壽夫である。当初の計画では久留米市総合都市プラザという名称だった。

## 主要施設
ザ・グランドホール
4層構造の1,514席収容。オペラやミュージカル・コンサートなどにも対応。
久留米座
約400席収容の中ホール。歌舞伎座仕様の劇場。
Cボックス
144席収容の小型スペース。実演、舞踊、小音楽などに対応。
和室「長盛」
ちょうせい。和室8畳3室。茶華道、書道など。2024年に第50期天元戦第3局（一力遼天元vs芝野虎丸九段）の対局場。
六角堂広場
開放型の多目的広場、イベントスペース。
久留米シティプラザ地下駐車場
114台。利用時間は6時から24時。

## アクセス

### 鉄道
- 西鉄天神大牟田線 西鉄久留米駅から徒歩で約11分またはバスで約5分。
- JR九州新幹線・鹿児島本線・久大本線 久留米駅から徒歩で約21分またはバスで約14分。

### バス
- 「六ツ門・シティプラザ前」バス停が最寄り。
  - 西鉄バス久留米・市内各路線バス。
  - 福岡空港の国内線からリムジンバスで約1時間。

### 自動車
- 久留米ICから約15分（平常時）。